# The Black Balloon
The Black Balloon is een Brits-Australische dramafilm uit 2008 onder regie van Elissa Down. Zij schreef zelf het verhaal hiervan samen met Jimmy Jack. De productie won vijftien prijzen, waaronder de Kristallen Beer voor beste '14plus'-film op het Internationaal filmfestival van Berlijn 2008.
De titel The Black Balloon slaat op het menselijk zicht wanneer die zijn ogen dicht heeft. Ondanks dat die weet dat er achter het zwart iets is, kan hij alleen maar raden naar wat dat precies is. In de film wordt deze situatie gebruikt als metafoor voor de werkelijksbeleving van iemand met autisme.

## Verhaal
De familie Mollison bestaat uit vader Simon (Erik Thomson), moeder Margaret (Toni Collette), de gezonde vijftienjarige zoon Thomas (Rhys Wakefield) en de zwaar autistische plus aan ADD lijdende zoon Charlie (Luke Ford). Vanwege Simons werk als militair zijn ze net verhuisd en moet iedereen zijn plek weer vinden in de nieuwe omgeving. Dit valt met name Thomas niet mee. Niet alleen kan hij niet half zo goed zwemmen als de medeleerlingen op zijn nieuwe school, maar Charlie brengt hem dikwijls onbedoeld in gênante situaties. Hij houdt daarom zijn mond maar wanneer zijn medescholieren joelen naar het "spastenbusje" waarmee Charlie en zijn lotgenoten dagelijks vervoerd worden.
Thomas laat aan de rand van het zwembad zijn oog vallen op Jackie Masters (Gemma Ward), die vriendelijk terug lacht naar hem. Thuisgekomen rent Charlie naar buiten in zijn onderbroek. Thomas moet hem ook nog in zijn ondergoed achterna. De autistische jongen is niettemin snel en zijn broer krijgt hem niet bijgehaald, totdat Charlie moet plassen. Zoals eerder gebeurd is, loopt hij hiervoor een willekeurig huis in om daar naar de wc in de badkamer te gaan. Thomas achtervolgt hem naar binnen om Charlie naar buiten te halen. Alleen in diezelfde badkamer staat Masters onder de douche. Zij schrikt behoorlijk van de jongens die ineens voor haar staan. Ze maken zich snel uit de voeten en Thomas denkt dat zijn kansen bij Masters verkeken zijn.
Masters belt kort daarop aan bij de familie Mollison. In hun haast hebben de jongens Charlie's muts met apenoren in haar badkamer laten vallen, Ze komt die terugbrengen en is niet boos. Om haar rustig te woord te kunnen staan, heeft Thomas Charlie alleen even in zijn kamer opgesloten. Deze heeft ontlasting gemaakt en op het tapijt en zichzelf gesmeerd. Charlie heeft niets gezegd, want hij is jaren geleden gestopt met begrijpelijke woorden uitspreken en communiceert sindsdien alleen met gebarentaal. Margaret ('Maggie') is boos op Thomas, die moet helpen opruimen. Masters ziet hem lopen met een vuile onderbroek in zijn handen en vertrekt zwijgend. Voor de adolescente Thomas is dat de zoveelste keer dat Charlie een voor hem belangrijk moment tijdens zijn opgroeien verpest.
Voor Thomas en zijn vader worden de omstandigheden nog zwaarder wanneer Maggie opgenomen wordt in het ziekenhuis. Zij is hoogzwanger, heeft hoge bloeddruk en kan het niet laten thuis klusjes te doen. Haar man brengt haar daarom weg zodat ze wel rust moet nemen. Dit betekent voor hem en Thomas dat zij de totale zorg over Charlie gaan dragen. Dit is een zware last op hun schouders, maar Charlie kan er niets aan doen. Hij draagt er geen schuld voor en kan niet genezen van zijn aandoening. Tot Thomas' geluk toont Masters begrip en blijft zij met hem en zijn familie optrekken. Terwijl Thomas en zij verliefd op elkaar worden, blijft Charlie in zijn afwijkende werkelijkheidsbeleving voor gênante situaties zorgen en menig belangrijk moment voor zijn broer verpesten. Thomas' begrip en geduld hiervoor raakt steeds verder op. Tijdens de verjaardag van Thomas, slaat Charlie de taart weg. Hierdoor wordt Thomas boos en gaat een gevecht aan met z'n broer. Na een tijdje maken ze het goed en gaan ze een stukje zwemmen met Jackie. Wanneer ze zwemmen horen ze bliksem en wordt Charlie bang, Jackie en Thomas zeggen dat alles goed komt en geruststellen hem. Later zie je dat ze alle drie lopen en het heel gezellig krijgen. Aan het einde zie je dat het gezin in de tuin zijn dingen doet. Moeder hangt de was, de vader leest een boek en Thomas speelt met de baby(een meisje). Charlie speelt met z'n lepel op zijn gewone plek, achter hem zie een zwarte ballon omhoog vliegen en leeft het gezin gelukkig verder.

## Rolverdeling
- Rhys Wakefield - Thomas Mollison
- Luke Ford - Charlie Mollison
- Toni Collette - Maggie Mollison
- Erik Thomson - Simon Mollison
- Gemma Ward - Jackie Masters
- Firass Dirani - Russell
- Sarah Woods - Janet
- Kieran Smith - Elephant No. 2
- Andy Meritakis - Daniel
- Henry Nixon - Trevor
- Anthony Phelan - Mr. Masters
- Deborah Piper - Janet, de maatschappelijk werkster
- Rebecca Massey - Miss Babb
- Ryan Clark - Dean
- Aaron Glenane - Bucko
- Lisa Kowalski - Sally
- Lloyd Allison-Young - James
- Nathin Butler - Chris
- Elle-May Patterson - Kylie
- Carla Gee - Caroline
- Firass Dirani - Russell, Charlie eveneens autistische vriend
- Kate Box - Elizabeth

## Achtergrond

### Productie
Regisseuse en schrijfster Down baseerde The Black Balloon deels op haar eigen leven en dat van haar familie. Ze groeide zelf op met drie broers van wie er twee autistisch zijn. Charlie baseerde ze op haar jongste broer Sean, die behalve autisme ook ADHD heeft. Verschillende aspecten uit de film, zoals de problemen met medicatie toedienen en het ophalen van Charlie uit andermans wc's, maakte zijzelf mee met Sean. Met The Black Balloon wil Down aan een groot publiek laten zien dat er meerdere vormen van autisme bestaan dan enkel die getoond in de film Rain Man.
Opnamelocaties van de film zijn:
- Holsworthy Public School, NSW
- Bardia Parade, Holsworthy, NSW
- University of Western Sydney Hawkesbury campus Swimming Pool, NSW
- Granville Performance Hall, NSW

### Soundtrack
1. "When We Get There" - Josh Pyke
2. "Even" - Simon Day (Ratcat)
3. "Heartbreak Hill" - Michael Yezerski
4. "The Black Balloon Theme" - Michael Yezerski
5. "Bath Time" / "Bullet Boy" - Michael Yezerski
6. "In The Poo" / "The Bus" - Michael Yezerski
7. "The Lolly" - Michael Yezerski
8. "A New Game" / "Water Babies" - Michael Yezerski
9. "Learning To Swim" - Michael Yezerski
10. "The Kiss" - Michael Yezerski
11. "The School Fight" - Michael Yezerski
12. "Fall At Your Feet" - Glenn Richards (Augie March)
13. "Aftermath" - Michael Yezerski
14. "The Walk Home" - Michael Yezerski
15. "The Greatest ACT In History" - David Campbell, Bert Labonte
16. "Afloat! The Conga" - Claire McCarthy, Miriam Rihani, Afro Moses

### Reacties
De film werd positief ontvangen door critici. Op Rotten Tomatoes scoort de film 95% aan goede beoordelingen. In Australië bracht de film $2.265.689 op.

## Prijzen en nominaties
The Black Balloon won in totaal 16 prijzen, en werd voor nog eens 23 prijzen genomineerd. De gewonnen prijzen zijn:
- Asia Pacific Screen Award voor beste kinderfilm
- 6 AFI Awards
- Awgie Award voor beste film
- Kristallen Beer op het Internationaal Filmfestival van Berlijn
- 3 FCCA Awards
- Distinguished Achievement Award voor Female Feature Director
- "Box Office Achievement" van de IF Awards
- 2 Screen Music Awards